# Лывино
Лывино (болг. Лъвино) — село в Болгарии. Находится в Разградской области, входит в общину Исперих. Население составляет 1 072 человека.

## Политическая ситуация
В местном кметстве Лывино, в состав которого входит Лывино, должность кмета (старосты) исполняет Акиф  Мехмед Акиф (Движение за права и свободы (ДПС)) по результатам выборов правления кметства.
Кмет (мэр) общины Исперих — Адил Ахмед Решидов (Движение за права и свободы (ДПС)) по результатам выборов в правление общины.